# الدوري الإسباني الدرجة الثالثة 1930–31
الدوري الإسباني الدرجة الثالثة 1930–31 (بالإسبانية: Tercera División de España 1930-31)‏ هو موسم من الدوري الإسباني الدرجة الثالثة. فاز فيه سلتا فيغو.